# William Washington Larsen

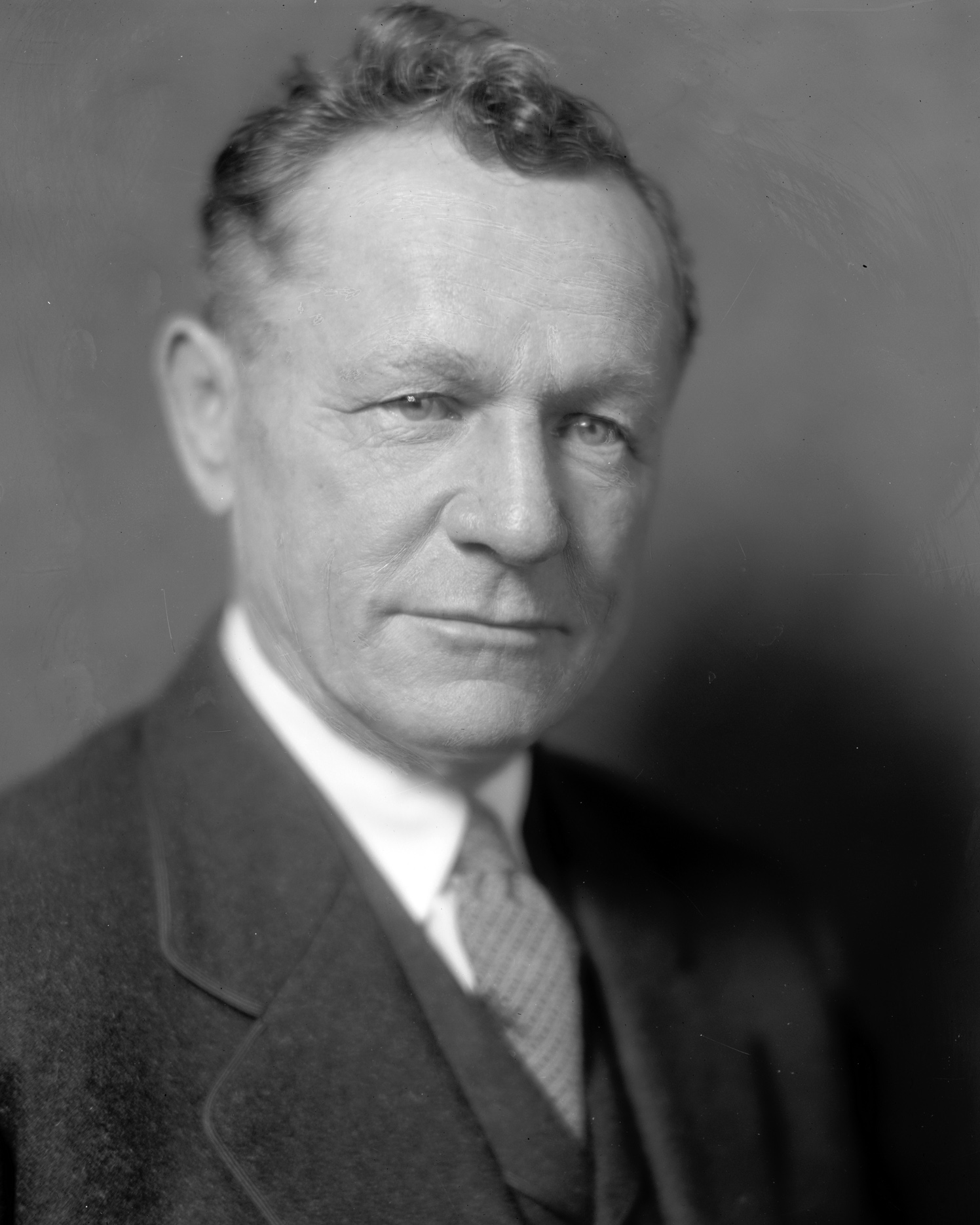
William Washington Larsen

William Washington Larsen  (* 12. August 1871 in Hagan, Evans County, Georgia; † 5. Januar 1938 in Dublin, Georgia) war ein US-amerikanischer Politiker. Zwischen 1917 und 1933 vertrat er den Bundesstaat Georgia im US-Repräsentantenhaus.

## Werdegang
William Larsen besuchte die öffentlichen Schulen seiner Heimat sowie das Bryan Institute in Lanier und die Georgia Military Academy in Thomasville. Daran schloss sich ein Literaturstudium an der University of Georgia in Athens an, das er aber im Jahr 1895 vorzeitig abbrach. Danach arbeitete er für einige Zeit als Lehrer. Nach einem anschließenden Jurastudium und seiner im Jahr 1897 erfolgten Zulassung als Rechtsanwalt begann er in Swainsboro in seinem neuen Beruf zu arbeiten. Zwischen 1900 und 1904 war Larsen Leutnant in der Nationalgarde seines Heimatstaates. Gleichzeitig fungierte er zwischen 1899 und 1905 als Staatsanwalt am Gericht von Swainsboro, das auch für die umliegenden Bezirke zuständig war.
Politisch war Larsen Mitglied der Demokratischen Partei. In den Jahren 1902, 1906 und 1912 war er Delegierter auf deren regionalen Parteitagen in Georgia. Von 1905 bis 1909 war er Mitglied des Stadtrates von Swainsboro und amtierender Bürgermeister dieser Stadt. Zwischen 1912 und 1927 war er auch Kurator der State Normal School in Athens. Von 1910 bis 1912 arbeitete er als Secretary of the Executive Department für die Staatsregierung von Georgia. 1912 zog Larsen nach Dublin, wo er als Rechtsanwalt und in der Landwirtschaft tätig war. In den Jahren 1914 und 1915 amtierte er als Richter am Superior Court im Gerichtsbezirk von Dublin.
Bei den Kongresswahlen des Jahres 1916 wurde Larsen als Kandidat seiner Partei im zwölften Wahlbezirk von Georgia in das US-Repräsentantenhaus in Washington, D.C. gewählt, wo er am 4. März 1917 die Nachfolge von Dudley Mays Hughes antrat. Nach sieben Wiederwahlen konnte er bis zum 3. März 1933 acht Legislaturperioden im Kongress absolvieren. In diese Zeit fiel der Erste Weltkrieg. In den Jahren 1919 und 1920 wurden im Kongress der 18. und der 19. Verfassungszusatz verabschiedet. Dabei ging es um das Ende 1933 wieder aufgehobene Prohibitionsgesetz und die bundesweite Einführung des Frauenwahlrechts. Kurz vor Ende von Larsen letzter Amtszeit im US-Repräsentantenhaus wurde dort noch der 20. Zusatzartikel verabschiedet, durch den der Beginn der Amtszeiten von Kongress und Präsident von März auf Januar vorverlegt wurden.
Im Jahr 1932 wurde der zwölfte Distrikt vorübergehend aufgelöst. Er sollte erst im Jahr 2002 wieder eingerichtet werden. Larsen verzichtete auf eine Kandidatur in einem anderen Bezirk und schied am 3. März 1933 aus dem Kongress aus. Von 1927 bis 1938 war er Kurator der University of Georgia. Zwischen 1933 und 1936 fungierte Larsen als regionaler Direktor der Farm Credit Administration mit Sitz in Charleston (South Carolina). Im Jahr 1937 wurde er Mitglied der Arbeitslosenversicherungskommission des Bundesstaates Georgia. Diese Position bekleidete er bis zu seinem Tod am 5. Januar 1938 in Dublin.